# Dabajuro (município)
Dabajuro é um município da Venezuela localizado no estado de Falcón.
A capital do município é a cidade de Dabajuro.